# Земля Принца Карла

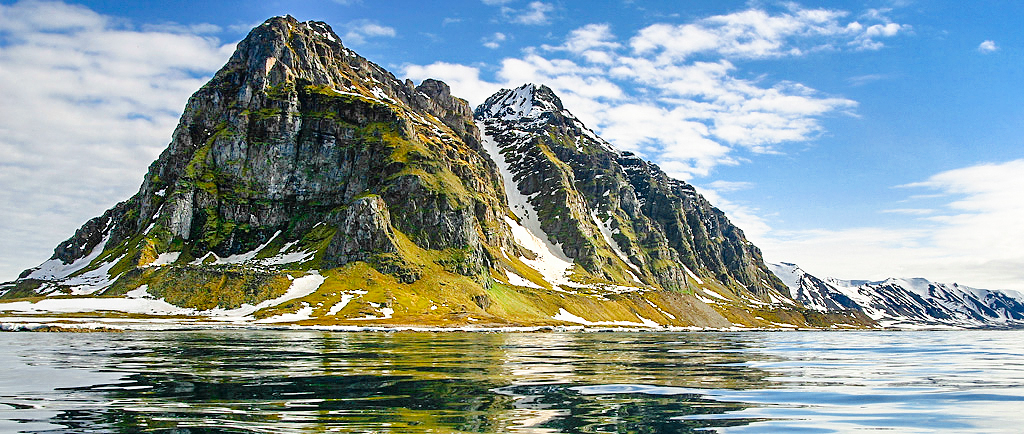
Северная оконечность острова

Земля Принца Карла (норв. Prins Karls Forland) — самый западный остров в архипелаге Шпицберген. Остров расположен непосредственно к западу от острова Западный Шпицберген, от которого отделен проливом Форланнсуннет. Весь остров и окружающая его морская акватория входит в состав национального парка Форландет.

## История
Остров был открыт голландским мореплавателем и исследователем Виллемом Баренцем в 1596 году. В 1610 году английский исследователь Йонас Пул назвал его остров Блэк-Пойнт. До 1612 года английские китобои называли его островом Принс-Чарльз по имени сына короля Якова I, Чарльза, который со временем стал королём Англии и Шотландии. Голландцы называли его остров Кейн, в честь купца, который погиб в 1612 году, поднимаясь на вершину острова. Англичане построили временную китобойную станцию в северной части острова, известную как ярмарка Foreland (в наше время — Fuglehuken).